# Sudimara (Cilongok)
Sudimara is een bestuurslaag in het regentschap Banyumas van de provincie Midden-Java, Indonesië. Sudimara telt 3869 inwoners (volkstelling 2010).